# César Olguín
César Olguín (Justo Daract, San Luis) es un bandoneonista mexicano de origen argentino. Ha sido uno de los promotores del tango y el bandoneón en México y fundador de la Orquesta Mexicana de Tango.

## Biografía
Olguín nació en la localidad de Justo Daract, Provincia de San Luis, Argentina. Desde pequeño escuchó a las orquestas típicas de tango por la radio. A los ocho años comenzó a estudiar el bandoneón. En su localidad cada año se celebraba el Festival Nacional de Tango. Más adelante también vivió en Córdoba y pasó su adolescencia en Buenos Aires.
Lleva gran parte de su vida viviendo en México, país al que visitó por aventura, pero en el que se quedó a vivir para desarrollar su carrera como intérprete del bandoneón y el tango.

### Carrera musical
Como bandoneonista, ha tocado en diversos escenarios de México, como la Sala Nezahualcóyotl, el Palacio de Bellas Artes y el Auditorio Nacional. También ha sido invitado a festivales culturales y musicales, como el de Aguascalientes, Sinaloa, Xalapa y Zacatecas; así como al festival del Centro Histórico de la Ciudad de México, al Festival de Música de Morelia, al Cervantino en Guanajuato, a Instrumenta en Oaxaca, entre otros más.
Se ha presentado con diversas orquestas, como la Orquesta Filarmónica del Estado de Chihuahua, la Orquesta Sinfónica de la Universidad Autónoma de Nuevo León y muchas otras. También ha interpretado con otros músicos como el Cuarteto Latinoamericano, Eugenia León y la violista Astrid Cruz. En 2018, Olguín realizó un arreglo de las "Cuatro estaciones porteñas", de Astor Piazzolla, para el Cuarteto Latinoamericano, el cual grabaron en el disco Estaciones.
En 2019 comenzó un proyecto con la violista Astrid Cruz, a quien conoció cuando tocó con la Orquesta de Cámara de Bellas Artes. Se trata de un proyecto inédito, pues no hay muchas obras para viola y bandoneón, por lo que Olguín tuvo que componer algunas piezas y adaptar obras de Piazzolla, Binelli y Politi.

### Orquesta Mexicana de Tango
César Olguín fundó la Orquesta Mexicana de Tango en 2008, con la intención de formar a los nuevos bandoneonistas e instrumentistas de tango en México, tal cual ocurría en otros países. La orquesta, pues, era una forma de entrenar a quienes se estaban formando en el bandoneón. La orquesta está pensada para que sólo la integren músicos y músicas mexicanas.
En 2013, realizaron el concierto Tango que me hiciste mal, en el lunario del Auditorio Nacional, presentando el material que también conformaría el disco con el mismo título. En 2016, se presentaron en el Teatro de la Ciudad Esperanza Iris para presentar su disco Silencio - Somos OMT.

## Discografía
Ha publicado unos 25 discos.
| Año  | Título                                      | Artistas participantes | Sello discográfico   | Ref    |
| ---- | ------------------------------------------- | --- | -------------------- | ------ |
| 2000 | Five For Tango                              | Cuarteto Latinoamericano | Quindecim Recordings | [ 12 ] |
| 2006 | Astor Piazzolla: Las 4 Estaciones           | Camerata de Coahuila | Quindecim Recordings | [ 13 ] |
| 2008 | Jalousie                                    | Cuarteto Latinoamericano | Quindecim Recordings |        |
| 2009 | Línea Tanguera                              | Cuatro para Tango | Tempus               | [ 14 ] |
| 2009 | A Viola y Fueye. Tangos de la vieja guardia | Jorge Jewsbury (guitarra) | Tempus               | [ 15 ] |
| 2009 | Astor Piazzolla: Aconcagua                  | Ramón Shade, Camerata de Coahuila | Quindecim Recordings | [ 13 ] |
| 2009 | Tango Íntimo                                | Cuatro para Tango | Tempus               | [ 16 ] |
| 2011 | Los Tangos de Siempre                       | Cuarteto Latinoamericano | Quindecim Recordings | [ 17 ] |
| 2019 | Tango cómplice                              | Daniel Binelli, Eugenia León, Roberto Limón, Pablo Ahmad, Antonio "Pichi" Pérez, Miguel Ángel Toledo, Gerardo Leonardi, Zbigniew Paleta, Mario Cortés, Enrique Nery, Hugo Jordán, Agustín Coria, Osmar Contreras, Mario Cortés, Óscar Chávez | Quindecim Recordings | [ 3 ]  |
| 2020 | Tango Mortale                               | Astrid Cruz | Quindecim Recordings |        |

| Año  | Título                                    | Sello discográfico   | Ref    |
| ---- | ----------------------------------------- | -------------------- | ------ |
| 2009 | Orquesta Mexicana de Tango & César Olguín | Quindecim Recordings |        |
| 2011 | El Tango de México                        | Quindecim Recordings |        |
| 2013 | Tango que me hiciste mal...               | Quindecim Recordings | [ 18 ] |
| 2016 | Silencio - Somos OMT                      |                      | [ 19 ] |

| Año  | Artista / Título                                       | Número y nombre de la pista            | Sello discográfico | Ref    |
| ---- | ------------------------------------------------------ | -------------------------------------- | ------------------ | ------ |
| 2000 | Álvaro Bitrán: Mi Chelada                              | 13. "El tiempo y el olvido"            | Urtext             | [ 20 ] |
| 2018 | Estaciones. Cuarteto Latinoamericano y Unitas Enesmble | 8-11. "Las cuatro estaciones porteñas" | Urtext             | [ 21 ] |